# تشي بونك
تشي بونك (بالإنجليزية: Che Bunce)‏ (29 أغسطس 1975 بأوكلاند في نيوزيلندا - ) هو لاعب كرة قدم نيوزلندي في مركز الدفاع. شارك مع منتخب نيوزيلندا لكرة القدم. أما مع النوادي، فقد لعب مع درودا يونايتد وشيفيلد يونايتد وكوفنتري سيتي ونادي بريدابليك ونادي راندرس وHawke's Bay United FC ‏ وNavua F.C. ‏ وWaiBOP United ‏ ونادي كرو ألكساندرا وNapier City Rovers FC ‏ وMelville United AFC ‏ وFootball Kingz FC ‏ وNew Zealand Knights FC ‏.

## وصلات خارجية
- تشي بونك على موقع الاتحاد الدولي (مؤرشف)  (الإنجليزية)
- تشي بونك على موقع قاعدة بيانات كرة القدم.إي يو (الإنجليزية)
- تشي بونك على موقع ناشيونال فوتبول تيمز (الإنجليزية)
- تشي بونك على موقع Soccerbase.com (لاعب) (الإنجليزية)
- تشي بونك على موقع عالم كرة القدم.نت (الإنجليزية)